# Hoa hậu Hoàn vũ 2000
Hoa hậu Hoàn vũ 2000 là cuộc thi Hoa hậu Hoàn vũ lần thứ 49 được tổ chức tổ chức vào ngày 12 tháng 5 năm 2000 tại Sân vận động Eleftheria, Nicosia, thủ đô của Síp. Có tất cả 79 thí sinh đã tham gia cuộc thi. Cuối buổi chung kết, Hoa hậu Hoàn vũ 1999 Mpule Kwelagobe đến từ Botswana đã trao lại vương miện cho người đẹp Lara Dutta đến từ Ấn Độ.

## Kết quả

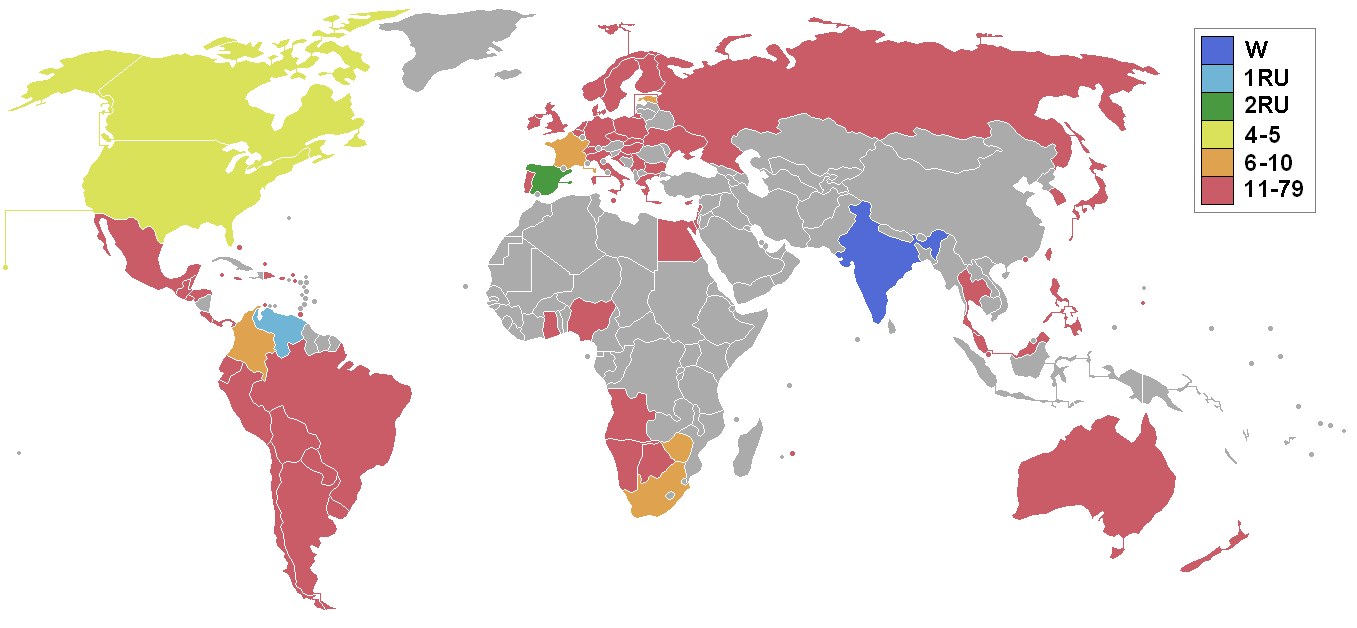
Các quốc gia và lãnh thổ tham gia Hoa hậu Hoàn vũ 2000 và kết quả.

### Thứ hạng
| Kết quả              | Thí sinh |
| -------------------- | --- |
| Hoa hậu Hoàn vũ 2000 | - Ấn Độ – Lara Dutta |
| Á hậu 1              | - Venezuela – Claudia Moreno |
| Á hậu 2              | - Tây Ban Nha – Helen Lindes |
| Top 5                | - Canada – Kim Yee - Hoa Kỳ – Lynnette Cole                                                                                             |
| Top 10               | - Colombia – Catalina Acosta - Estonia – Evelyn Mikomagi - Pháp – Sonia Rolland - Nam Phi – Heather Hamilton - Zimbabwe – Corinne Crewe |

### Thứ tự gọi tên
| 1. Tây Ban Nha 2. Colombia 3. Zimbabwe 4. Estonia 5. Venezuela 6. Nam Phi 7. Hoa Kỳ 8. Canada 9. Ấn Độ 10. Pháp | 1. Canada 2. Venezuela 3. Ấn Độ 4. Hoa Kỳ 5. Tây Ban Nha | 1. Tây Ban Nha 2. Venezuela 3. Ấn Độ |

## Các giải thưởng đặc biệt
| Giải thưởng                                                  | Thí sinh                                       |
| ------------------------------------------------------------ | ---------------------------------------------- |
| Hoa hậu Thân thiện                                           | - Aruba – Tamara Scaroni                       |
| Hoa hậu Ảnh                                                  | - Tây Ban Nha – Corinne Crewe                  |
| Trang phục dân tộc đẹp nhất                                  | - Ấn Độ – Lara Dutta - Zimbabwe – Letty Murray |
| Hoa hậu mặc Áo tắm đẹp nhất (Thiết kế bởi Oscar de la Renta) | - Ấn Độ – Lara Dutta                           |
| Hoa hậu Phong cách Clairol Herbal Essence                    | - Mexico – Letty Murray                        |

## Hội đồng giám khảo
- Tony Robbins - Huấn luyện viên phát triển cá nhân người Mỹ
- Catherine Bell - Nữ diễn viên người Mỹ
- André Leon Talley - Cựu biên tập viên ấn bản Vogue Hoa Kỳ
- Kim Alexis - Nữ diễn viên người Mỹ
- Cristián de la Fuente - Diễn viên người Mỹ gốc Chile
- Debbie Allen - Biên đạo múa người Mỹ
- Serena Altschul - Nhà báo của MTV News

### Chung kết
| \| Quốc gia/Vùng lãnh thổ \| Áo tắm \| Dạ hội \| Trung bình \| Ứng xử Top 5 \| \| ---------------------- \| --------- \| --------- \| ---------- \| ------------ \| \| Ấn Độ \| 9.44(1) \| 9.40 (4) \| 9.42 (2) \| 9.90 (1) \| \| Venezuela \| 9.37 (2) \| 9.55 (1) \| 9.46 (1) \| 9.00 (3) \| \| Tây Ban Nha \| 9.07 (5) \| 9.51 (3) \| 9.29 (3) \| 9.20 (2) \| \| Canada \| 9.31 (3) \| 8.97 (7) \| 9.14 (5) \| 8.90 (4) \| \| Hoa Kỳ \| 9.10 (4) \| 9.24 (5) \| 9.17 (4) \| 8.70 (5) \| \| Colombia \| 8.66 (8) \| 9.52 (2) \| 9.09 (6) \| \| \| Estonia \| 8.90 (6) \| 9.04 (6) \| 8.97(7) \| \| \| Zimbabwe \| 8.74 (7) \| 8.94 (8) \| 8.84 (8) \| \| \| Pháp \| 8.60 (9) \| 8.92 (9) \| 8.76 (9) \| \| \| Nam Phi \| 8.54 (10) \| 8.75 (10) \| 8.645 (10) \| \| | Hoa hậu Á hậu 1 Á hậu 2 Top 5 Top 10 (#) Xếp hạng ở mỗi phần thi |           |            |              |
| Quốc gia/Vùng lãnh thổ | Áo tắm                                                           | Dạ hội    | Trung bình | Ứng xử Top 5 |
| Ấn Độ | 9.44(1)                                                          | 9.40 (4)  | 9.42 (2)   | 9.90 (1)     |
| Venezuela | 9.37 (2)                                                         | 9.55 (1)  | 9.46 (1)   | 9.00 (3)     |
| Tây Ban Nha | 9.07 (5)                                                         | 9.51 (3)  | 9.29 (3)   | 9.20 (2)     |
| Canada | 9.31 (3)                                                         | 8.97 (7)  | 9.14 (5)   | 8.90 (4)     |
| Hoa Kỳ | 9.10 (4)                                                         | 9.24 (5)  | 9.17 (4)   | 8.70 (5)     |
| Colombia | 8.66 (8)                                                         | 9.52 (2)  | 9.09 (6)   |              |
| Estonia | 8.90 (6)                                                         | 9.04 (6)  | 8.97(7)    |              |
| Zimbabwe | 8.74 (7)                                                         | 8.94 (8)  | 8.84 (8)   |              |
| Pháp | 8.60 (9)                                                         | 8.92 (9)  | 8.76 (9)   |              |
| Nam Phi | 8.54 (10)                                                        | 8.75 (10) | 8.645 (10) |              |

## Thí sinh tham gia
| Quốc gia/Vùng lãnh thổ   | Thí sinh                        |
| ------------------------ | ------------------------------- |
| Angola                   | Eunice Manita                   |
| Argentina                | Andrea Nicastri                 |
| Aruba                    | Tamara Scaroni                  |
| Úc                       | Samantha Frost                  |
| Bahamas                  | Mikala Moss                     |
| Bỉ                       | Joke Van de Velde               |
| Belize                   | Shiemicka Richardson            |
| Bolivia                  | Yenny Vaca                      |
| Botswana                 | Joyce Molemoeng                 |
| Brazil                   | Josiane Kruliskoski             |
| Quần đảo Virgin (Anh)    | Tausha Vanterpool               |
| Bulgaria                 | Magdalina Valtchenova           |
| Canada                   | Kim Yee                         |
| Quần đảo Cayman          | Mona Lisa Tatum                 |
| Chile                    | Francesca Sovino                |
| Colombia                 | Catalina Inés Acosta Albarracín |
| Costa Rica               | Laura Mata                      |
| Croatia                  | Renata Lovrinčević              |
| Síp                      | Christy Groutidou               |
| Cộng hòa Séc             | Jitka Kocurová                  |
| Đan Mạch                 | Heidi Meyer Vallentin           |
| Cộng hòa Dominica        | Gilda Jovine                    |
| Ecuador                  | Gabriela Cadena                 |
| Ai Cập                   | Rania El-Sayed                  |
| El Salvador              | Alexandra Rivas                 |
| Estonia                  | Evelyn Mikomägi                 |
| Phần Lan                 | Suvi Miinala                    |
| Pháp                     | Sonia Rolland                   |
| Đức                      | Sabrina Schepmann               |
| Ghana                    | Maame Esi Acquah                |
| Anh Quốc                 | Louise Lakin                    |
| Hy Lạp                   | Eleni Skafida                   |
| Guam                     | Lisamarie Quinata               |
| Guatemala                | Evelyn López                    |
| Honduras                 | Flor Garcia                     |
| Hồng Kông                | Quách Thiện Ni                  |
| Hungary                  | Izabella Kiss                   |
| Ấn Độ                    | Lara Dutta                      |
| Ireland                  | Louise Doheny                   |
| Israel                   | Nirit Bakshi                    |
| Ý                        | Annalisa Guadalupi              |
| Jamaica                  | Sapphire Longmore               |
| Nhật Bản                 | Mayu Endo                       |
| Hàn Quốc                 | Kim Yeon-joo                    |
| Liban                    | Norma Elias Naoum               |
| Malaysia                 | Lynette Ludi                    |
| Malta                    | Jolene Arpa                     |
| Mauritius                | Jenny Arthemidor                |
| Mexico                   | Leticia Murray                  |
| Namibia                  | Mia de Klerk                    |
| Hà Lan                   | Chantal van Roessel             |
| New Zealand              | Tonia Peachey                   |
| Nigeria                  | Matilda Kerry                   |
| Na Uy                    | Tonje Kristin Wøllo             |
| Panama                   | Analía Núñez                    |
| Paraguay                 | Carolina Ramírez                |
| Peru                     | Verónica Rueckner               |
| Philippines              | Nina Ricci Alagao               |
| Ba Lan                   | Emilia Raszynska                |
| Bồ Đào Nha               | Licinia Macedo                  |
| Puerto Rico              | Zoribel Fonalledas              |
| Nga                      | Svetlana Goreva                 |
| Singapore                | Eunice Olsen                    |
| Slovakia                 | Miroslava Kysucká               |
| Nam Phi                  | Heather Hamilton                |
| Tây Ban Nha              | Helen Lindes                    |
| Saint Martin             | Angelique Romou                 |
| Thụy Điển                | Valerie Aflalo                  |
| Thụy Sĩ                  | Anita Buri                      |
| Đài Loan                 | Trương Lý An                    |
| Thái Lan                 | Kulthida Yenprasert             |
| Trinidad và Tobago       | Heidi Rostant                   |
| Quần đảo Turks và Caicos | Clintina Gibbs                  |
| Ukraine                  | Natalie Shvachko                |
| Uruguay                  | Giovanna Piazza                 |
| Hoa Kỳ                   | Lynnette Cole                   |
| Venezuela                | Claudia Moreno                  |
| Nam Tư                   | Lana Marić                      |
| Zimbabwe                 | Corinne Crewe                   |

## Thành phố đăng cai
Nicosia đã được công bố là thành phố chủ nhà của cuộc thi vào ngày 1 tháng 7 năm 1999. Quốc gia này đã đầu tư 3,5 triệu đô la vào sự kiện này, với hy vọng rằng sẽ phát triển các ngành du lịch, ngành công nghiệp chính của hòn đảo này.
Lãnh đạo nhà thờ Cypriot đã bảo thủ phản đối quyết định tổ chức cuộc thi trên đảo, tuyên bố rằng lễ kỷ niệm thiên niên kỷ về sự ra đời của Chúa Kitô quan trọng hơn và cho rằng cuộc thi thật tai tiếng và sẽ phô bày hình ảnh không kín đáo của phụ nữ.

## Chú ý

### Lần đầu tham gia
- Saint Martin

### Trở lại
- Lần cuối tham gia vào năm 1996:
  -  Đan Mạch
- Lần cuối tham gia vào năm 1998:
  -  Bulgaria
  -  Guam
  -  Hà Lan
  -  Na Uy
  -  Zimbabwe

### Bỏ cuộc
- Áo – Simone Smrekar
- Bonaire – Không có cuộc thi nào được tổ chức do thiếu tài trợ.
- Barbados – Không có cuộc thi nào được tổ chức do thiếu tài trợ cho đến năm 2003.
- Quần đảo Cook – Hoa hậu Quần đảo Cook 1999 và Hoa hậu Nam Thái Bình Dương 1999, Liana Scott đã không tham gia do thiếu tài trợ.
- Curaçao – Hoa hậu Curaçao 2000, Jozaïne Wall, không thể tham gia vì chưa đủ tuổi. Jozaïne đã kiện tổ chức Hoa hậu Curaçao về vấn đề này. Sau đó, cô đã được tham gia cuộc thi khác là Hoa hậu Thế giới 2000[4].
- Guyana – Không có cuộc thi nào được tổ chức do thiếu tài trợ.
- Nicaragua – Không có cuộc thi nào được tổ chức do thiếu tài trợ.
- Quần đảo Bắc Mariana – Hoa hậu Quốc tế Quần đảo Bắc Mariana 1999, Michelle Boyer Sablan không tham gia và lý do không được tiết lộ[5].
- Suriname – Không có cuộc thi nào được tổ chức và họ đã mất giấy phép của Tổ chức Hoa hậu Hoàn vũ.
- Thổ Nhĩ Kỳ – Hoa hậu Thổ Nhĩ Kỳ 2000 Gamze Özçelik đã được thay thế bởi Á hậu 1 Cansu Dere do Özçelik chưa đủ tuổi. Nhưng sau đó Cansu Dere bị Chính phủ Thổ Nhĩ Kỳ cấm đến tham gia cuộc thi Hoa hậu Hoàn vũ 2000 ở Síp[6], do mối quan hệ Thổ Nhĩ Kỳ-Síp ngày nay căng thẳng trên miền Bắc Síp.
- Quần đảo Virgin (Mỹ) – Không có cuộc thi nào được tổ chức.
- Zambia – Sidonia Mwape không thể tham gia do thiếu tài trợ

### Thay thế
- Ý – Hoa hậu Ý 1999, Manila Nazzaro là đại diện ban đầu của Ý tại Hoa hậu Hoàn vũ 2000, nhưng Tổ chức Hoa hậu Ý đã mất giấy phép của Tổ chức Hoa hậu Hoàn vũ (MUO) năm đó do MUO phản đối việc cuộc thi quốc gia cho phép phụ nữ đã kết hôn hoặc đã lập gia đình từ năm 1994. Sau đó, một cuộc thi mới được gọi là "Hoa hậu cho Hoa hậu Hoàn vũ" (The Miss for Miss Universe) do nữ diễn viên người Mỹ gốc Ý Clarissa Burtt tổ chức từ năm 2000 đến năm 2009. Annalisa Guadalupi chiến thắng trong ấn bản đầu tiên và trước đó cô cũng thi đấu với Manila Nazzaro tại cuộc thi Hoa hậu Ý 1999.
- Nga – Ban đầu, tổ chức Hoa hậu Nga muốn gửi Hoa hậu Nga 1997 Yelena Rogozhina đến tham gia Hoa hậu Hoàn vũ 2000, nhưng chiến thắng của cô tại cuộc thi Hoa hậu Châu Âu 1999 ở Lebanon khiến cô không thể tham gia cuộc thi Hoa hậu Hoàn vũ. Người chiến thắng cuộc thi Hoa hậu Nga 1999, Anna Kruglova, cũng không đủ điều kiện tham gia do cô ấy chưa đủ tuổi vào thời điểm đó. Sau đó, ban tổ chức cuộc thi Hoa hậu Nga đã quyết định chọn Á hậu 1 cuộc thi Hoa hậu Nga 1999 Svetlana Goreva tham gia Hoa hậu Hoàn vũ 2000.
- Venezuela – Ban đầu tổ chức Hoa hậu Venezuela (MVO) chọn Martina Thorogood là đại diện cho đất nước của họ ở cả hai cuộc thi Hoa hậu Hoàn vũ và Hoa hậu Thế giới 1999. Ban Tổ chức Hoa hậu Hoàn vũ phản đối điều này do Thorogood đã đạt danh hiệu Á hậu 1 tại Hoa hậu Thế giới 1999 và có cơ hội trở thành Hoa hậu Thế giới nếu người chiến thắng cuộc thi Hoa hậu Thế giới 1999 Yukta Mookhey bị tước vương miện do không hoàn thành nghĩa vụ. Sau đó, MVO muốn gửi Á hậu 1 của cuộc thi Hoa hậu Venezuela 1999 là Norkys Batista tham gia Hoa hậu Hoàn vũ 2000, nhưng vì cô không phải là người chiến thắng chính thức của cuộc thi quốc gia nên Tổ chức Hoa hậu Hoàn vũ đã từ chối. Cuối cùng, một cuộc thi nhỏ được tổ chức cho các thí sinh đã tham gia cuộc thi Hoa hậu Venezuela trước đó, và Claudia Moreno được chọn để thi đấu tại Hoa hậu Hoàn vũ. Moreno đã tham gia và đạt danh hiệu Á hậu 1.

### Thông tin cuộc thi
- Một thông tin đã được xác nhận bởi một tờ báo địa phương ở Síp sau khi cuộc thi diễn ra rằng các thí sinh sau đã lọt vào top 15: Cộng hòa Séc (thứ 11), Hà Lan (thứ 12), Panama (thứ 13), Đức (thứ 14) và Nhật Bản (thứ 15).